# Тремонти, Джулио
Джулио Карло Данило Тремонти (итал. Giulio Carlo Danilo Tremonti; род. 18 августа 1947, Сондрио, Ломбардия, Италия) — итальянский юрист и политик, министр экономики и финансов в четырёх правительствах Берлускони.

## Биография

### Ранние годы
Окончил классический лицей имени Джузеппе Пьяцци в Сондрио, затем Юридический факультет университета Павии, где учился у профессора Микели. По окончании университета, в период прохождения военной службы, принял социалистические идеи. В 1970-х годах стал профессором налогового права в университете Павии, в конце 70-х занимался финансовыми консультациями в частной компании, с 1984 по 1994 год сотрудничал в газете Corriere della Sera.

### Начало политической деятельности
В 1987 году при поддержке Джанни Де Микелиса принял участие в парламентских выборах по списку Социалистической партии, но не добился успеха. В 1979—1982 годах работал в аппарате министров финансов Франко Ревильо и Рино Формика, в 1983—1989 годах продолжал сотрудничать с Ревильо уже в период его работы в Eni. В течение короткого времени в 1990-е годы состоял в Демократическом альянсе, а в 1994 году прошёл по списку Пакта национального возрождения в Палату депутатов. Тем не менее, став депутатом, перешёл во фракцию партии Вперёд, Италия.

### Министр финансов
С 10 мая 1994 года по 17 января 1995 года был министром финансов в первом правительстве Берлускони, с 10 июня 2001 года по 3 июля 2004 года — министром экономики и финансов во втором правительстве Берлускони (ушёл в отставку из-за обвинений со стороны Джанфранко Фини в манипуляциях с цифрами государственных расходов), с 23 апреля 2005 по 17 мая 2006 года — заместитель председателя Совета министров Италии и с 22 сентября 2005 по 5 мая 2006 года — министр экономики и финансов в третьем правительстве Берлускони, с 8 мая 2008 по 16 ноября 2011 года — министр экономики и финансов в четвёртом правительстве Берлускони.

### Депутат и сенатор
В 1994 году Тремонти был избран в Палату депутатов и входил в Смешанную фракцию; после выборов 1996, 2001 и 2006 годов входил во фракцию партии Вперёд, Италия, после выборов 2009 года — во фракцию партии Народ свободы. С 4 мая 2006 по 28 апреля 2008 года был заместителем председателя Палаты депутатов XV созыва, с 18 июля 2006 по 28 апреля 2008 года одновременно возглавлял Большую итальянско-российскую комиссию.
В 2012 году основал новое политическое движение «3L» — Lista Lavoro e Libertà (Список «Труд и свобода»), которое накануне парламентских выборов 2013 года вступило в блок с Лигой Севера, и по итогам этих выборов Тремонти прошёл в Сенат; с 19 марта по 7 мая 2013 года состоял во фракции Lega Nord e Autonomie (Лига Севера и Автономии), с 8 мая 2013 — во фракции Grandi Autonomie e Libertà (Великие автономии и Свобода).
25 сентября 2022 года пошёл на парламентские выборы в качестве кандидата от Братьев Италии по партийным спискам от 2-й многомандатной коллегии 1-го избирательного округа Ломбардии и вновь прошёл в Палату депутатов (одновременно выставил свою кандидатуру в одномандатном округе Центральный Милан, но по итогам голосования уступил левоцентристу Бенедетто Делла Ведова).

### Научная работа
Тремонти состоит ординарным профессором Юридического факультета Павийского университета, ведёт процессы в кассационном суде в качестве адвоката. В прошлом был приглашённым профессором в Институте сравнительного правоведения (Institute of Comparative Law) в Оксфорде, участвовал в дебатах и конференциях, организованных Oxford Union Society, Cambridge Union Society, университетом Гумбольдта, юридической школой Йельского университета, Центральной школой Китайской коммунистической партии в Пекине и др., является соиздателем журнала Rivista di diritto finanziario e scienza delle finanze, входит в правление Ломбардского института наук и литературы.

### Расследование деятельности
30 октября 2014 года стало известно о возбуждении прокуратурой Милана следствия против Джулио Тремонти. Он подозревается в том, что, будучи министром экономики и финансов в четвёртом правительстве Берлускони, в марте 2009 года получил от контролируемой его министерством компании Finmeccanica взятку в размере 2,4 млн евро в обмен на отказ от противодействия покупке ею за 3,4 млрд евро американской компании DRS Technologies. Предположительно взятка была оформлена как оплата налоговой консультации фирмы Vitali Romagnoli Piccardi & Associati, основанной Тремонти. Официально он вышел из её руководства, став министром, но после ухода из правительства вновь туда вернулся.
24 июня 2015 года Сенатское Правление по полномочиям (Giunta delle autorizzazioni) единогласно вынесло решение, согласно которому на момент заключения коррупционной сделки Тремонти ещё не вступил в должность министра и должен нести ответственность как частное лицо.

## Воздействие на общественное мнение
Фамилия Тремонти положена в основу двух неологизмов итальянского языка — «Tremonti-Boy» (человек из ближайшего окружения Тремонти) и «Tremontiano» (что-либо, имеющее отношение к Тремонти).
Будучи министром экономики и финансов в разгар финансового кризиса, Тремонти стал мишенью общественной критики, в том числе подвергались осмеянию его планы преодоления бюджетных проблем. Широкую известность получила пародия на него комика Коррадо Гуццанти, выступавшего на телеканале Sky Uno. В силу особенностей финансовой политики Тремонти, которая не подпадала под определение ни «либеральной», ни «этатистской», в начале 2000-х годов его сравнивали с министром Людовика XIV Кольбером, выступавшим за вмешательство государства в экономику. Журналист Альдо Каццуло сказал о Тремонти: «Кто-то поставил его одарённость на грань сумасшествия. Никто, оставаясь честным перед самим собой, не может её отрицать». 21 января 2006 года в телепрограмме Che tempo che fa Франческо Рутелли высказался иначе: «Италию омывают три моря и осушает Тремонти», на что тот ответил следующим вечером в той же программе, что Италию омывают четыре моря: Лигурийское, Тирренское, Адриатическое и Ионическое, вследствие чего шутка «не работает». Журналист, телеведущий и юморист Микеле Серра: «За сотни, возможно тысячи часов присутствия на телевидении, он никогда не отозвался одобрительно ни о ком, кроме самого себя. В конечном итоге Тремонти является более тремонтианцем, чем Д’Алема — пример умного, но эгоцентричного политика — является далемианцем. Из любой его фразы следует, что он превосходит всех прочих. Он не говорит, а исправляет других».
В 2022 был внесён кандидатом в списки голосования за президента Итальянской республики.

## Труды
Автор нескольких книг: Il fantasma della povertà («Призрак бедности», 1995); Rischi fatali — L’Europa vecchia, la Cina, il mercatismo suicida: come reagire («Фатальные риски — старая Европа и Китай, самоубийственный маркетизм: как реагировать», 2005. Термин «mercatismo» в итальянском языке используется как определение безграничной веры в силу рыночных механизмов); La paura e la speranza («Страх и надежда», 2008); Uscita di sicurezza. La ricetta radicale per uscire dalla crisi finanziaria («Безопасный выход. Радикальный рецепт выхода из финансового кризиса», 2012); Bugie e verità. La ragione dei popoli («Ложь и правда. Разум народов», 2014).

## Личная жизнь
Джулио Тремонти женат на Фаусте Бельтраметти (Fausta Beltrametti), у супругов двое детей: Луиза и Джованни.